# Grigore Niculescu-Buzești

Grigore Niculescu-Buzeşti.

Grigore Niculescu-Buzești (n. 1 august 1908, comuna Sărata, județul Buzău – d. 4 octombrie 1949, New York) a fost un diplomat și politician român, care a îndeplinit funcția de ministru de externe (1944).
A fost principalul om de legătură dintre Iuliu Maniu și regele Mihai în lunile ce au precedat lovitura de stat de la 23 august 1944, jucând astfel un rol în îndepărtarea de la putere a generalului Antonescu și instaurarea unui regim constituțional de scurtă durată în România. Plecat în exil, a primit un mandat de la partidele democratice să le reprezinte în străinătate.
Niculescu-Buzești fost condamnat în contumacie  la muncă silnică pe viață în cadrul procesului conducătorilor PNȚ din 1947. Până la moartea sa, a fost unul dintre reprezentanții PNȚ în Comitetul Național Român, însă datorită conflictui său cu generalul Rădescu, organizația nu a funcționat în timpul vieții sale.

## Biografie
Grigore Niculescu-Buzești s-a născut la data de 1 august 1908, în comuna Sărata (județul Buzău). A absolvit în anul 1929 cursurile Facultății de Drept ale Universității din București. În același an s-a înscris la examenul de atașat de Legație, funcție pe care o ocupă în anul următor.
A îndeplinit mai multe funcții în cadrul Ministerul de Externe: secretar III (1933), secretar II (1937), secretar I (1941), consilier (1943), consilier I de Legație (aprilie 1944) și ministru plenipotențiar clasa a II-a (din 15 august 1944). În paralel cu funcțiile din cadrul Ministerului, a fost trimis peste hotare ca secretar la Legația română de pe lângă Societatea Națiunilor (Geneva) (1933-1935), secretar de Legație la Stockholm (1937-1939) și la Riga (1939-1940). Revenit în România, el a condus Direcția Cabinetului și Cifrului (din 20 mai 1941), Direcția Afacerilor Economice și Administrație (din 23 iunie 1944) și Direcția Personalului (din 1 august 1944). Grigore Niculescu-Buzești a obținut o serie de informații ultrasecrete pe care le-a furnizat regelui Mihai I și anturajului acestuia, dând astfel posibilitatea îndepărtării lui Ion Antonescu de la putere.
După răsturnarea regimului antonescian la 23 august 1944, Grigore Niculescu-Buzești a fost numit în funcția de ministru de externe în guvernul generalului Constantin Sănatescu (23 august - 2 noiembrie 1944). Alături de rolul său în această lovitură de palat, probabil a contat și faptul că este ginerele prințului Barbu A. Știrbey și cumnatul lui Edward Boxshall (șeful Intelligence Service în România).
După instalarea guvernului pro-comunist condus de către Petru Groza, Grigore Niculescu-Buzești este îndepărtat din structura Ministerului de Externe. În mai 1946 se înscrie în Partidul Național Țărănesc, dar intuind ceea ce urma să se întâmple în România, a părăsit clandestin țara spre sfârșitul anului 1946, mergând în Elveția.
În noiembrie 1947 a fost condamnat în contumacie de Tribunalul Militar al Regiunii a II-a din București la muncă silnică pe viață, 5 ani de degradare civică, confiscarea averii și 50.000 de lei cheltuieli de judecată.
Liderii opoziției l-au însărcinat cu reprezentarea, în străinătate a PNȚ, PNL și PSD. Niculescu-Buzești l-a întâlnit pe fostul rege Mihai al României la scurt timp după abdicarea forțată, la începutul anului 1948. În cadrul discuției ce a avut loc la hotelul Derby din Davos, Niculescu-Buzești a propus formarea unui Comitet Național Român care să cuprindă trei țărăniști, un liberal și un social-democrat, iar orice membru suplimentar să aibă merite în lupta împotriva naziștilor sau comuniștilor, organizația fiind altfel în imposibilitatea de a reprezenta poporul român. Fostul suveran a așteptat să se consulte cu generalul Nicolae Rădescu înainte de a lua o decizie.
A încetat din viață la data de 4 octombrie 1949, în orașul New York.

## Aprecieri
„Grigore Niculescu-Buzești a fost un diplomat de carieră cu incontestabile calități […] format la școala lui Nicolae Titulescu.”—Stelian Neagoe